# Graf planarny

Przykład grafu planarnego: graf Goldnera-Harary’ego

Graf planarny – graf, który można narysować na płaszczyźnie (i każdej powierzchni genusu 0) tak, by krzywe obrazujące krawędzie grafu nie przecinały się ze sobą. Odwzorowanie grafu planarnego na płaszczyznę o tej własności nazywane jest jego rysunkiem płaskim. Graf planarny o zbiorze wierzchołków i krawędzi zdefiniowanym poprzez rysunek płaski nazywany jest grafem płaskim.

## KryteriumKuratowskiego
Dwa minimalne grafy, które nie są planarne, to K5 i K3,3. Twierdzenie Kuratowskiego (1930) mówi, że graf skończony jest planarny wtedy i tylko wtedy, gdy nie zawiera podgrafu homeomorficznego z grafem K5 ani z grafem K3,3.

## TwierdzenieEulera
Dowolny rysunek płaski grafu planarnego wyznacza spójne obszary płaszczyzny zwane ścianami. Dokładnie jeden z tych obszarów, zwany ścianą zewnętrzną, jest nieograniczony.
Zgodnie z wzorem Eulera, jeżeli {\displaystyle |V|\geqslant 3} oraz {\displaystyle G} jest grafem spójnym i planarnym, to {\displaystyle |V|+|S|-|E|=2,} gdzie {\displaystyle V} – zbiór wierzchołków, {\displaystyle E} – zbiór krawędzi, {\displaystyle S} – zbiór ścian dowolnego rysunku płaskiego grafu {\displaystyle G.}

### Wnioski ze wzoru Eulera
- Jeżeli G jest planarny i posiada {\displaystyle k} składowych spójnych, to {\displaystyle |V|+|S|-|E|=k+1.}
- Jeżeli G jest planarny i {\displaystyle |V|\geqslant 3,} to {\displaystyle |E|\leqslant 3\cdot |V|-6.}
- Jeżeli G jest planarny, to wierzchołek o najmniejszym stopniu jest stopnia co najwyżej 5.

Zgodnie z twierdzeniem o czterech barwach, graf planarny daje się zawsze pokolorować przy użyciu co najwyżej czterech kolorów.

## Kolorowanie grafu planarnego
Twierdzenie o czterech barwach stwierdza iż każdy graf planarny może zostać pokolorowany przy użyciu 4 kolorów.